# Les (település)
Les (románul: Leșu) falu Romániában, Erdélyben, Beszterce-Naszód megyében.

## Fekvése
A község 26 km hosszan elnyúló szórványtelepülés a Borgói-hegység tövében, a Les (Valea Leșului), a Nagy-Szamos mellékvize mentén. A központ Naszódtól 30 km-re keletre fekszik.

## Nevének eredete
Neve vagy a magyar les 'őrhely' szóból, vagy a román leși 'lengyelek' szóból ered, utóbbi esetben valószínűleg személynévi áttétellel. Először 1532-ben Lyesfalva, majd 1698-ban Lesch néven említették.

## Története
A 16. században települt román falu, amely Naszód vidékéhez, később Beszterce-Naszód vármegyéhez tartozott. A helyi hagyomány szerint galíciai szlávok alapították (a hagyomány forrása azonban talán csak a helységnév 'lengyelek' jelentése). 1698-ban tizenkét, 1721-ben tizenhárom családot számoltak össze benne, ez azonban talán csak a völgyben elhelyezkedő településközpontra vonatkozott. 1763-ban, a Katonai határőrvidékhez való csatolása előtt a szórványtelepülést összevonták, templomát a Față nevű helyen szétszedték és a völgyben állították fel újra.
A 19. század elején határában még láttak bölényt.

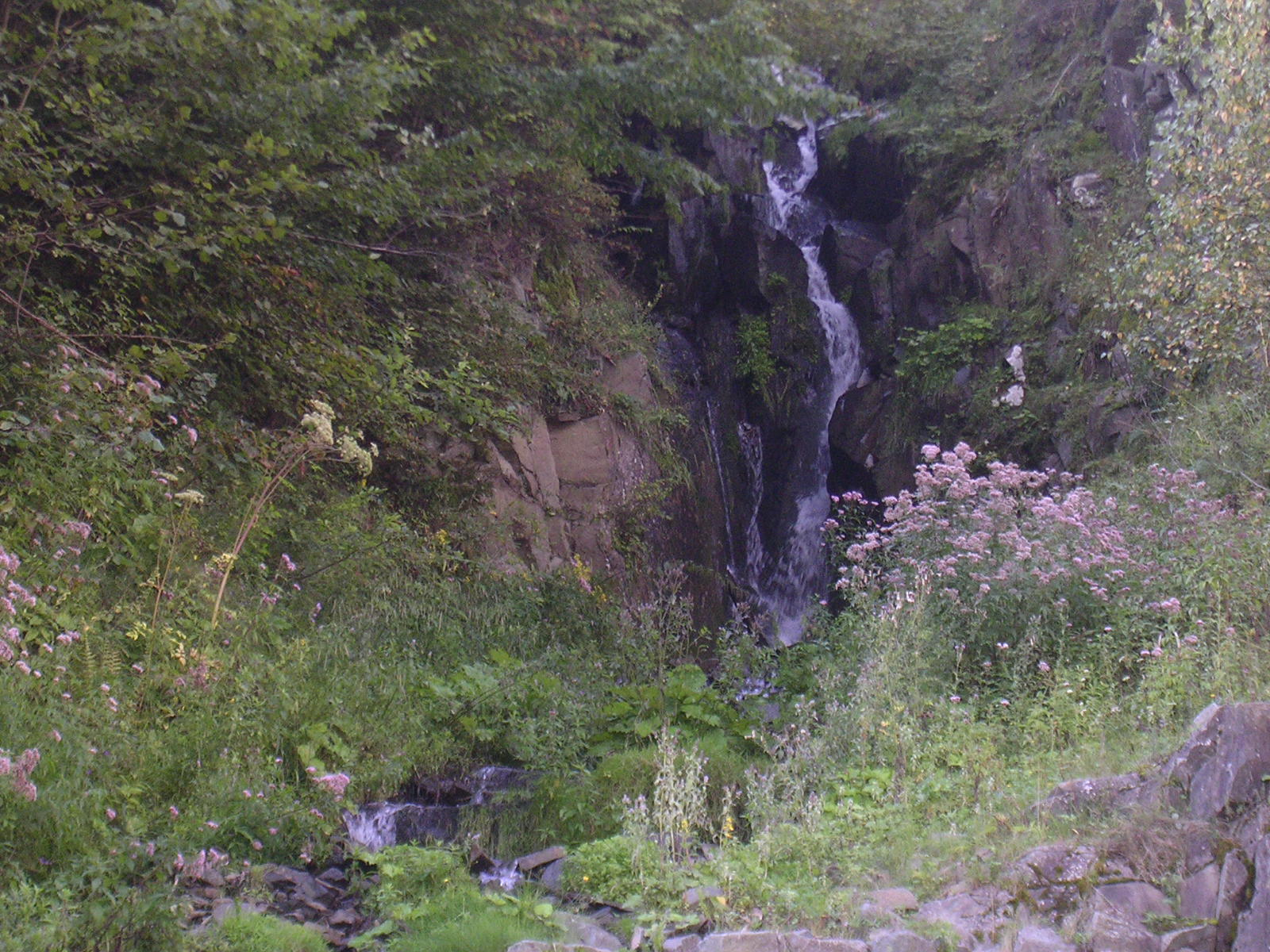
Vízesés Les határában

1934–1935-ben Dimitrie Gusti vezetésével román szociográfusok falukutató munkát folytattak a faluban. Itt látogatta meg őket Németh László.

## Népessége
- 1850-ben 621 lakosából 590 volt román és 31 cigány nemzetiségű; 621 görögkatolikus vallású.
- 2002-ben, Lunca Leșului-jal együtt 2995, román nemzetiségű lakosából 2816 volt ortodox, 66 görögkatolikus, 51 pünkösdista és 44 adventista vallású.

## Látnivalók
- 1968 óta évente megrendezik a Rapsodia trișcașilor ('Síposok rapszódiája') népzenei fesztivált.

## Gazdaság
Külterületéből 5476 hektár erdő, 3042 legelő és kaszáló, 371 szántó.